# Robert Faganel
Robert Faganel, slovenski slikar, * 14. januar 1941, Vrtojba.

## Življenje in delo
Robert Faganel se je rodil v družini restavratorja Franca Faganela. Leta 1944 se je družina preselila v Trst. Po nižji srednji šoli je študiral in diplomiral iz violine na konservatoriju v Trstu. Vendar ga je že prej pritegnilo slikarstvo, katerega se je v letih 1960-1965 kot samouk učil pri priznanih tržaških likovnikih (Nino Perizzi, Riccardo Tosti). 
Leta 1962 je pripravil svojo prvo osebno razstavo v "Caffé Teatro" v Gorici in se odlikoval po izvirnosti in eklektičnosti svojih slikarskih raziskav.
Leta 1968 je živel in delal v Keniji, Ugandi in Tanzaniji. Nato je potoval na Havajske in Kanarske otoke, od koder je prinesel dela z velikim vizualnim in čustvenim učinkom.
Leta 1971 je bil imenovan za "akademika za zasluge Univerzalne akademije v Rimu, leta 1972 pa za akademika Tiberinske akademije v Rimu.
Leta 1960 je v Trstu in Gorici sodeloval na kolektivnih razstavah, od 1962 je samostojno razstavljal po Italiji, Jugoslaviji in Sloveniji, zlasti na Primorskem. Leta 1975 je postal vodja starinarne v Gorici. Za zadnje desetletje je značilna vrsta samostojnih razstav in več retrospektiv, ki so usmerjene v izpostavljanje določenih tematskih sklopov umetnikove obsežne produkcije.
Kot neutrudni popotnik Faganel zajema in prikazuje tako pokrajino in družbene razmere držav in ljudstev, s katerimi občasno prihaja v stik, kot tudi svoja čustva in sugestije. Rezultat so vizije močne intenzivnosti, za katere so značilni odločilna poteza, materialna barva in pogosto pomen, ki ga dajejo svetlobi ter njenemu odnosu do narave in sveta stvari.
Faganel slika Kras in pokrajino na splošno, največ v oljni tehniki, kot figuralik pa se zgleduje po impresionizmu. Ljubi velika platna, kontrastne barve in plastične poudarke.
Potovanje je tako v fizičnem in intimnem smislu izhodišče za vsako njegovo delo; potovanje je skoraj psihološko stanje, ki zato ne zadeva le oddaljenih in eksotičnih krajev, temveč se nanaša tudi na "umetnikovo ozemlje", na bližnje in lažje dostopno ozemlje, ki hrani njegove korenine in tradicijo.

## Samostojne razstave[5]
- 1963 Galerija Rossoni, Trst
- 1964 Gregorčičeva dvorana, Trst;

                    Galerija Marguttiana, Vicenza;
                    Umetnostna galerija La Riviera, Treviso;
                    Umetnostna galerija Sončni dom, Jesolo
- 1965 Galerija Marguttiana, Vicenza

- 1966 Galerija Rossoni, Trst

                    Umetnostna galerija La Prima, Latina;
                    Umetniška galerija Notes, Verona
- 1969 Umetniška galerija Ghelfi, Legnago;

                   Galleria Centro d'Arte Margutta, Rim;
                   Galerija La Fontanella, Rim;
                   Umetnostna galerija San Luca, Verona
- 1971 Umetnostna galerija Il Sagittario, Videm
- 1972 Galerija moderne umetnosti Russo, Trst
- 1973 Circolo della Stampa, Milano
- 1974 Umetnostna galerija Il Salotto, Vicenza
- 1981 Umetnostna galerija Sant'Elena, Trst
- 1984 Salon Iuv, Vrhnika (Slovenija)
- 1985 Galerija Otok Bled, Bled (Slovenija)
- 1986 Galerija Božidar Jakac, Lamutov likovni salon, Kostanjevica na Krki (Slovenija)
- 1987 Razstavna dvorana Famee furlane, Toronto (Kanada)
- 1988 Joseph D. Carrier Art Gallery, Columbus Center, Toronto (Kanada)
- 1989 Umetnostna galerija Dom Lipa, Otobicoke, Toronto (Kanada)
- 1990 Umetnostna galerija Auditorium, Gorica
- 1999 Kulturni center Lojze Bratuž, Gorica
- 2000 Kulturni dom, Gorica
- 2001 Umetnostna galerija Il Saggiatore, Rim

           Umetnostna galerija Casa Carsica, Trst
           Državna knjižnica Isontina, Gorica
- 2002 Umetnostna galerija Auditorium, Gorica

           Umetnostna galerija Kursaal, Abano Terme 
- 2003 Mušičeva galerija, Dobrovo (Slovenija)
- 2004 Državna knjižnica Isontina, Gorica
- 2006 Galerija Koroninijev dvorec, Šempeter pri Gorici (Slovenija)
- 2009 Cerkev S. Maria in Corte, Cividale del Friuli;

          Galerija Linea d'Arte, Trst;
          Državna knjižnica Isontina, Gorica
- 2010 Tržaška državna knjižnica, Trst

          Svetovni slovenski kongres, Ljubljana;
          Koordinacijski center Carnia, Tolmezzo;
          Mestna galerija, Auronzo di Cadore
- 2011 Galerija Terrazza-mare, Lignano Sabbiadoro;

          Kulturni center Lojze Bratuž, Gorica;
          Galerija ARS, Gorica
- 2012 studiofaganel, Gorica;

          Galerija Laboratorio 2, Videm

## Skupinske razstave[6]
- 1962 Mestna umetnostna dvorana, Trst
- 1965 Občinska umetnostna dvorana, Trst

           Nacionalna nagrada za sodobno slikarstvo "Il gallo d'oro", Auronzo
- 1967 Galerija Il camino, Rim

- 1968 Deželna zveza likovnih umetnikov, Trst

- 1969 Kulturni center Margutta, Rim

- 1970 Galerija Targeste, Trst

- 1979 Avditorij za kulturo Furlanije, Gorica

- 1980 Umetniška galerija Sant'Elena, Trst

- 1981 1. Slikarska kolonija Bela Krajina, Metlika (Slovenija)

- 1982 Kulturni dom, Gorica

                   2. Slikarska kolonija Bela Krajina, Metlika (Slovenija)
- 1984 Slikarska kolonija Ante Trstenjak, Ljutomer (Slovenija)

- 1985 Samostan Stična, Stična (Slovenija) Vrhnika '85, Vrhnika (Slovenija)

                   Skupscina obcine Radovljica, Radovljica (Slovenija)
- 1986 Muzejska zbirka Laski dvorec, Lasko (Slovenija);

                    Krkino srecanje umetnikov, Otočec (Slovenija)